# Кызыл-Мажалык
Кызы́л-Мажалы́к (тув. кызыл мажалык — красный холм) — село (в 1959—1996 годах — посёлок городского типа), административный центр Барун-Хемчикского кожууна Республики Тыва.

## Этимология
Поселение расположено на реке Мажалык. Топоним имеет тюркское происхождение и состоит из слов: кызыл — «красный», а Мажалык на тувинском языке имеет значение «холм, сопка».

## География
Расположено в западной части Тувы на реке Хемчик, в 4 км к югу от города Ак-Довурака.

### Часовой пояс
Город Кызыл-Мажалык находится в часовой зоне МСК+4. Смещение применяемого времени относительно UTC составляет +7:00.

## Население
| 1959  | 1970  | 1979  | 1989  | 2002  | 2010  | 2011  |
| ----- | ----- | ----- | ----- | ----- | ----- | ----- |
| 4887  | ↘4423 | ↗4983 | ↗5754 | ↘5046 | ↗5072 | ↘5061 |
| 2012  | 2013  | 2014  | 2015  | 2016  | 2017  | 2018  |
| ↗5079 | ↘5070 | ↘5036 | ↘5005 | ↘4963 | ↘4919 | ↘4896 |
| 2019  | 2020  | 2021  |       |       |       |       |
| →4896 | ↗4930 | ↘4546 |       |       |       |       |

## Экономика
До распада СССР промышленность состояла из кирпичного и маслодельного заводов и мясокомбинатом. С 2004 по 2010 год работал второй мини-молокозавод, в настоящее время закрыт. Развито фермерское хозяйство и скотоводство.

## Сотовая связь
В Кызыл-Мажалыке, как и в Кызыле, действуют 5 операторов сотовой связи — Билайн, МТС, МегаФон, Теле2 и Yota.